# De La Savane
De La Savane – stacja metra w Montrealu, na linii pomarańczowa. Obsługiwana przez Société de transport de Montréal (STM). Znajduje się w Côte-des-Neiges, w dzielnicy Côte-des-Neiges–Notre-Dame-de-Grâce.